# سنچول (کوه)
کوه سنچول یا سنگجو در ارتفاع بین ۱۰۰۰ تا ۱۱۰۰ متر از سطح دریا و در قسمت غربی استان هرمزگان و از سمت شرق به غرب به طول ۴۰ کیلومتر دارای امتداد می‌باشد که این کشیدگی از روستای رستاق
تا دهستان مقام ادامه دارد و کلیه آبهای آن به بندر نخیلوه سرازیر می‌شود در بالای این کوه تأسیسات و دکل‌های مخابراتی وجود دارد که مسیر آن از طرف رستاق می‌باشد و در بالای روستای باغویه منطقهٔ نادردون نفت و گازمایع در اعماق کوه نیز وجود دارد که هنوز به بهره‌برداری نرسیده‌است و آب فاریاب‌های باغویه
و نخل جمال از این کوه سرازیر می‌شود و آبش نسبتاً تلخ می‌باشد که فقط برای دام و درخت مورد استفاده قرار می‌گیرد.

## موقعیت
این کوه از شمال با کوه بوچیر و در امتداد آن با کوه کمشک همسایگی دارد، و در میان کوه بوجیر و سنگجو بیشتر بخش کشاورزی فعال است به علت وجود آب شیرین زیرزمینی.
از شرق با کوه سور (دارای آهن و فلزات گرانبها و سنگ مرمر و منابع گازی و نفتی می‌باشد) و سپس با کوه غدیر که در متداد است و در نهایت به کوه طاحونه ختم می‌شود همسایگی دارد. (تنگ خم)
از جنوب با کوه مرباغ و که امتداد آن به بندر جزه ختم می‌شود، مجاورت دارد.
وازغرب به کوه مغدان و بهده امتداد دارد.

## پوشش گیاهی
در پوشش گیاهی این منطقه گیاهان و درختچه‌های گوناگونی وجود دارد که عبارتند از:
گزکوهی، درخت کُور، کُنار، کِرت، سمر، کُوهِنگ، بنه و سَلَم است.
بوته‌هایی چون آویشن، پیچک وحشی، گل شب بو (هلول)، رز وحشی، نیلوفر ابی، انجیر وحشی، قارچ کوهی و… می‌باشد که ساکنان مجاور برای مقاصد دارویی وغذایی از آن بهره می‌برند یکی دیگر از از نعمت‌های خدایی وجود زنبور عسل در این کوه‌ها می‌باشد که بیشتر از درخت سلم برای ساختن عسل به دلیل صمغ و گل معطر از آن استفاده می‌کنند و این زنبور نسبت به زنبور عسل وحشی دارای جثه کوچکتری است و فقط در فصل تابستان بازدهی دارند که باعث درآمد برای ساکنین این خطه می‌شود.

## پوشش جانوری
به علت وجود منابع آبی در این منطقه، در گذشته مکانی امن برای جانوران محسوب می‌شده‌است ولی طی ۵۰ سال اخیر بعلت استفاده از سلاح‌های گرم نسل آنها در حال انقراض است. جانورانی از قبیل روباه، گرگ، کفتار، یوزپلنگ، آهو، بز کوهی، خرگوش، جوجه تیغی، سوسمار، مار، عقرب و… زندگی می‌کنند و در حال حاضر مرکز شکاربانی در روستای باغوه تأسیس شده‌است تا اقدامات لازم را برای حفاظت جانداران منطقه حفاظت شده سراج از دست قاچاقچیان بعمل آورند. پرندگان هم سهم عمده‌ای در پوشش جانوران این منطقه دارند از قبیل کبک، کلاغ، هوبره، باز، عقاب، قرقاول، شاهین، قمری، کبوتر صحرایی، جغد، کرکس، لاشخور (منقرض شده) وجود دارد که این تعداد نسبت به سالیان قبل بسیار کم است از جمله شاهین که به علت فروش و قاچاق به کشورهای عربی بسیار کم تعداداند و قاچاقچیان با نسب طعمه گاهی بنام کوخه اقدام به شکار آن می‌کنند.

## غار برزیده
یکی دیگر از عجایب، وجود غار برزیده است که در جنوب مرباغ به فاصلهٔ ۷ کیلومتر وجود دارد که در گرمترین روزهای سال ماه مرداد دمای آن به ۱۰درجه سانتی گراد می‌رسد که طول و عرض ۵۰ متر، دهانه ان به ارتفاع ۱متر و عرض ۳ متر می‌رسد.